# ميك بينيسي
ميك بينيسي (بالإنجليزية: Mick Pennisi) مواليد 13 مارس 1975 في أستراليا، هو لاعب كرة سلة فلبيني أسترالي. بدأ مسيرته الاحترافية في سنة 1995. يلعب في الرابطة الفلبينية لكرة السلة كلاعب وسط. يحمل الرقم 88. مثّل منتخب بلاده.

## المسيرة الاحترافية
لعب مع تاونسفيل كروكودايلز في الدوري الأسترالي من سنة 1995 إلى 1999، ثم لعب مع سان ميغيل بيرمن من سنة 2008 إلى 2011، ثم لعب مع باراكو بول إنرجي من سنة 2011 إلى 2014، ثم لعب مع ستار هوتشوتز في موسم 2014–2015.